# Idioma gascón en Guipúzcoa
El idioma gascón en Guipúzcoa, provincia del País Vasco (España) es  una variante del idioma occitano que fue introducido en el territorio en el siglo XII cuando un contingente de  mercaderes, procedentes de las zonas próximas a Bayona y Biarritz, se establecieron entre Fuenterrabía y San Sebastián.

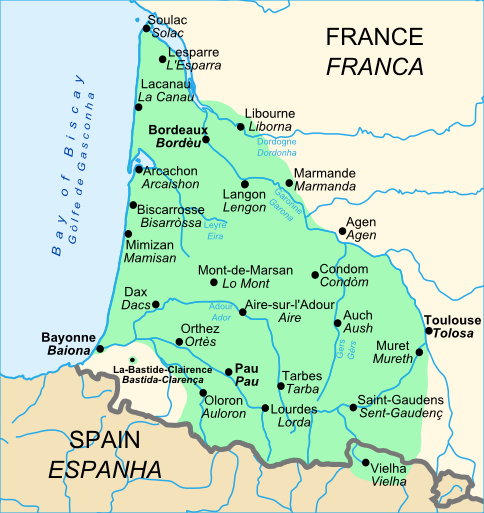
Área geográfica del idioma gascón

Esta migración se vio favorecida por la unión de Gascuña con los Reyes de Castilla, tras el matrimonio de Alfonso VIII con Leonor de Inglaterra en 1204.
La lengua gascona desapareció en Guipúzcoa a principios del siglo XX, aunque su influencia perdura en la toponimia , los apellidos y algunas costumbres locales como el baile de las autoridades locales en la plaza de la Constitución el 23 de junio.

## Descripción
La presencia de la lengua gascona entre Fuenterrabía y  San Sebastián se inició en el siglo XII con la llegada de mercaderes y constructores navales de habla gascona. Fueron de los primeros pobladores que se asentaron a los pies del monte Urgull.
Los tres feudos principales de los gascones fueron San Sebastián, Pasajes y Fuenterrabía.
Ciñéndonos a San Sebastián y Fuenterrabía, podemos hacernos eco como reflejo de la influencia gascona y su relativa independencia de la Guipúzcoa euskalduna, de una serie de hechos que muestran la desafección de éstos municipios con el resto de la provincia, como mínimo hasta el siglo XV.
Los gascones  supieron convertir a San Sebastián en el primer puerto de Guipúzcoa, merced a los privilegios concedidos por los monarcas de Navarra y de Castilla, a la situación topográfica del lugar que ocupaban y a su activa labor mercantil y marítima, y después de subir a los primeros puestos del municipio y de la iglesia y establecer como idioma oficial el que ellos trajeron de su país, sobreponiéndolo al habla euskara, que era la habitual de los pueblos que les rodeaban.
Los intereses del gascón y del vasco fueron haciéndose comunes y las relaciones de unos y otros vinieron a estrecharse, acudiendo elementos guipuzcoanos de fuera de la población a aumentar el censo de la plaza de San Sebastián, de tal manera que en el padrón de vecinos que se formó el año de 1566, figuran muchísimos más apellidos vascos que gascones, aunque es seguro que muchos que llevaban aquellos apellidos hablaban gascón. 

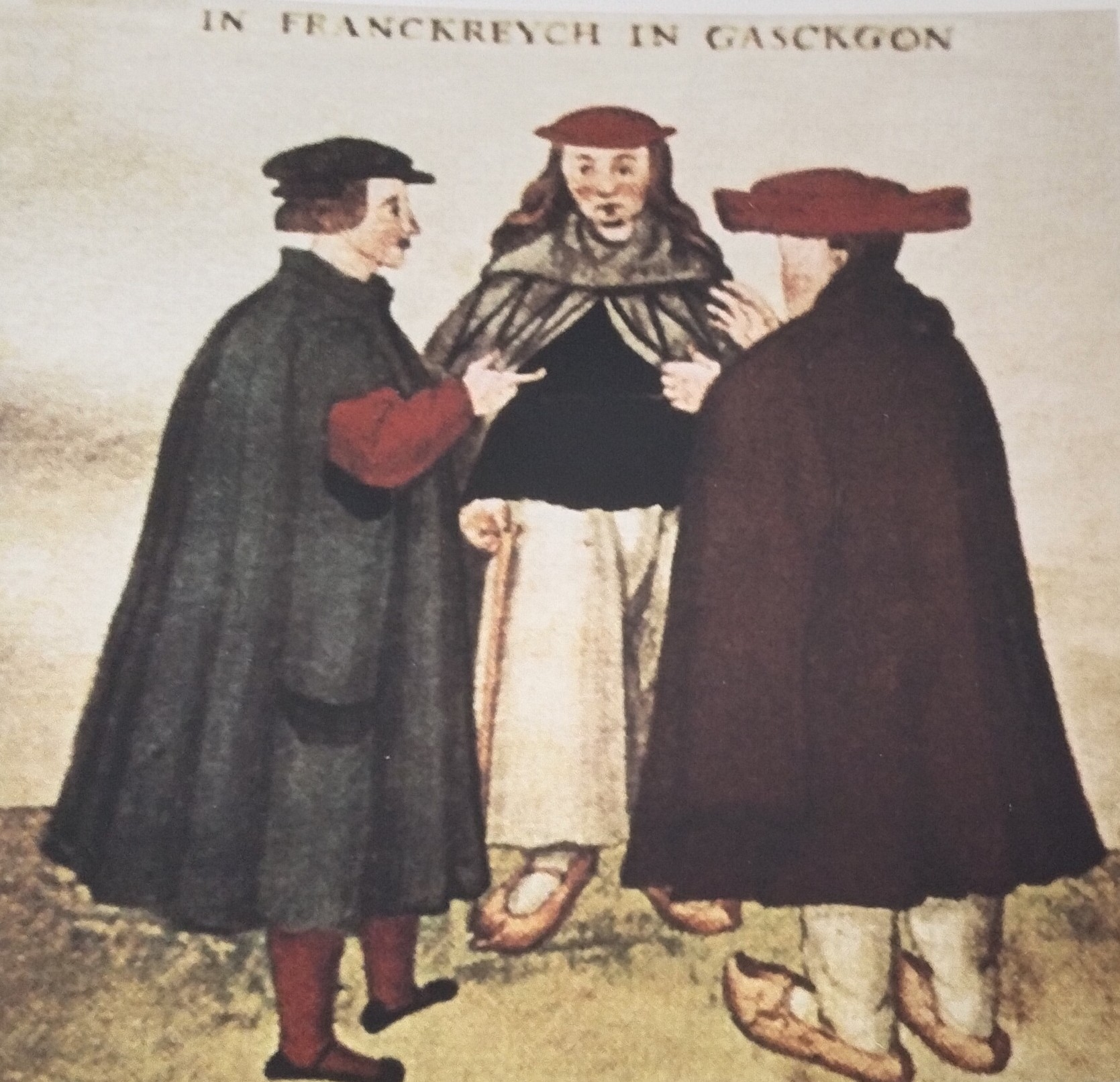
Gascones. Miniatura del siglo XVI

Una serie de medidas administrativas dictadas en la provincia, marginaron a los gascones en su representación administrativa e institucional , de tal forma que  terminaron con la influencia de los gascones en San Sebastián, de donde desapareció el habla gascona a principios del siglo XVIII. 
A pesar del largo espacio de tiempo de su permanencia en la villa donostiarra son pocos los testimonios escritos redactados en gascón que nos han quedado, principalmente por el incendio de los archivos en 1813.
De la documentación conservada se puede deducir que en el siglo XVII la población de San Sebastián debía ser trilingüe. Por un lado el euskera y el gascón como lenguas populares y por otro el castellano, como lengua oficial y culta.
El gascón desapareció completamente de San Sebastián a principios del siglo XX, siendo de habla castellana la mayoría de sus habitantes, quedando el euskera recluido a algunos barrios. Por el contrario en Pasajes, cuando se perdió el gascón, el euskera fue general.
. De esta lengua proceden los topónimos como Miramon, Morlans, Montpas, Molinao,  Polloe,  Ugull, Ayete y Ulia, así como varios nombres de calles donostiarras, como Narrica, del gascón na 'señora'; Enbertrán, del gascón en 'señor', o apellidos como Trecet, frecuentes en Pasajes.